# Миронович, Павел Игнатьевич
Па́вел Игна́тьевич Мироно́вич (1894—1986) — участник Белого движения на Юге России, командир 3-го отряда танков ВСЮР, полковник.

## Биография
Окончил Суворовский кадетский корпус (1912) и Павловское военное училище (1914), откуда выпущен был подпоручиком в 61-й пехотный Владимирский полк, в рядах которого и вступил в Первую мировую войну. Произведен в поручики 11 января 1916 года. 25 февраля 1916 года переведен в 33-й пулеметный автомобильный взвод, в том же году переформированный в 33-е броневое автомобильное отделение. 8 января 1917 года произведен в штабс-капитаны, 6 февраля того же года переведен во 2-е броневое автомобильное отделение. Награждён Георгиевским оружием за бои под Тарнополем.
В Гражданскую войну участвовал в Белом движении в составе Вооруженных сил Юга России и Русской армии. В октябре 1919 — мае 1920 года — командир 3-го отряда танков, подполковник. В Русской армии — в 1-м дивизионе танков до эвакуации Крыма. Эвакуировался из Севастополя на транспорте «Корнилов». Полковник.
В эмиграции в Югославии. В годы Второй мировой войны служил в Русском корпусе. На 1 мая 1942 года — командир взвода 8-й сотни 2-го батальона 1-го полка (в чине лейтенанта), затем во 2-м, 3-м и 4-м полках. После войны переехал в Северную Америку. В 1954 году — представитель Союза чинов Русского корпуса в Канаде, затем переехал в Сан-Франциско. Состоял членом Союза чинов Русского корпуса и председателем местного отделения Общества галлиполийцев.
Скончался в 1986 году в Лос-Анджелесе. Похоронен на Голливудском кладбище.

## Семья
Был женат на Вере Максимовне фон Михали (ум. 1972). Их дети:
- Дмитрий (1924—1989), окончил Первый Русский кадетский корпус (1943), студент Белградского университета, с 1951 года в Канаде.
- Татьяна, в замужестве Палер.

## Награды
- Орден Святой Анны 3-й ст. с мечами и бантом (ВП 12.02.1916)
- Орден Святого Станислава 3-й ст. с мечами и бантом (ВП 12.02.1916)
- Орден Святой Анны 4-й ст. с надписью «за храбрость» (ВП 19.05.1916)
- Георгиевское оружие (Приказ по 11-й армии от 11 октября 1917 года, № 689)